# Victor von Fischer-Treuenfeld
Eberhard Franz Victor von Fischer-Treuenfeld (seit 1846 von Fischer-Treuenfeld, zuvor von Fischer; geboren am 18. Mai 1833 in Danzig; gestorben am 20. März 1892  in Düsseldorf) war 1875/76 auftragsweise Polizeipräsident in Köln und 1880 vertretungsweise Landrat des Landkreises Düsseldorf.

## Leben
Der Protestant Viktor Fischer-Treuenfeld war der Sohn des preußischen Offiziers und zuletzt Generalleutnants Christian von Fischer-Treuenfeld und dessen Ehefrau Franziska von Fischer-Treuenfeld, geb. von Below. Nach seinem Studium der Rechtswissenschaften, das er unter anderem in Bonn absolvierte, wo er Mitglied des Corps Hansea Bonn wurde. Er wurde  1857 als Auskultator in Berlin vereidigt. Im Rahmen seiner weiteren juristischen Ausbildung wurde er 1859 Regierungsreferendar bei der Königlich Preußischen Regierung in Minden und mit Ablegung der dritten juristischen Prüfung 1865 Regierungsassessor bei der Regierung in Frankfurt (Oder).
Fischer-Treuenfeld wechselte im Weiteren in gleicher Stellung 1866 an das Polizeipräsidium Berlin, 1867 an die Regierung in Arnsberg und 1869 an die Regierung in Köln. Dort wurde er auch 1874 zum Regierungsrat befördert und versah im Auftrag seines Dienstherren vom 1. Mai 1875 bis zum 31. Januar 1876 das Amt des Polizeipräsidenten von Köln, ehe er 1879 an die Regierung nach Düsseldorf wechselte, wo er 1892 und charakterisiert als Geheimer Regierungsrat im Dienst starb. Während seiner Düsseldorfer Dienstzeit vertrat Fischer-Treuenfeld von Januar 1880 bis zum 21. Mai 1880 den erkrankten Landrat des Landkreises Düsseldorf Karl Küpper. Seit 1884 war er mit Meta Rose verheiratet.